# Будья Варяш
Будья Варяш (баш. Будья Вәрәш) — деревня в Янаульском районе Республики Башкортостан Российской Федерации. Входит в состав Староваряшского сельсовета.

## География

### Географическое положение
Находится на реке Варяш. Расстояние до:
- районного центра (Янаул): 39 км,
- центра сельсовета (Старый Варяш): 1 км,
- ближайшей ж/д станции (Янаул): 39 км.

## История
Деревня основана в 1627 году ясачными удмуртами под названием Варяш на территории Осинской дороги, в 1748 году в ней насчитывалось 98 человек мужского пола. В 1859 году здесь проживало 183 удмурта в 32 дворах.
В 1870 году — деревня Бадзи-Варяш 2-го стана Бирского уезда Уфимской губернии, 28 дворов и 187 жителей (90 мужчин и 97 женщин), все удмурты. Жители занимались, кроме сельского хозяйства, пчеловодством и извозничеством.
В 1896 году в деревне Будзи-Варяш Кызылъяровской волости VII стана Бирского уезда — 53 двора, 351 житель (176 мужчин, 175 женщин).
В 1906 году — 412 жителей, водяная мельница, бакалейная лавка.
В 1920 году по официальным данным в деревне 78 дворов и 431 житель (199 мужчин, 232 женщины), по данным подворного подсчета — 477 жителей в 77 хозяйствах, почти все — удмурты-язычники.
В 1926 году деревня относилась к Кызылъяровской волости Бирского кантона Башкирской АССР.
В 1930 году образовался колхоз «Боевик», к 1937 году вошедший в состав колхоза «Хрущев». В 1939 году население деревни составляло 373 человека, в 1959 году — 305 жителей.
В 1982 году население — около 230 человек.
В 1989 году — 203 человека (83 мужчины, 120 женщин).
В 2002 году — 201 человек (85 мужчин, 116 женщин), удмурты (99 %).
В 2010 году — 166 человек (78 мужчин, 88 женщин).

## Население
| 2002 | 2009 | 2010 |
| ---- | ---- | ---- |
| 201  | ↘188 | ↘166 |